# Prix de Flore

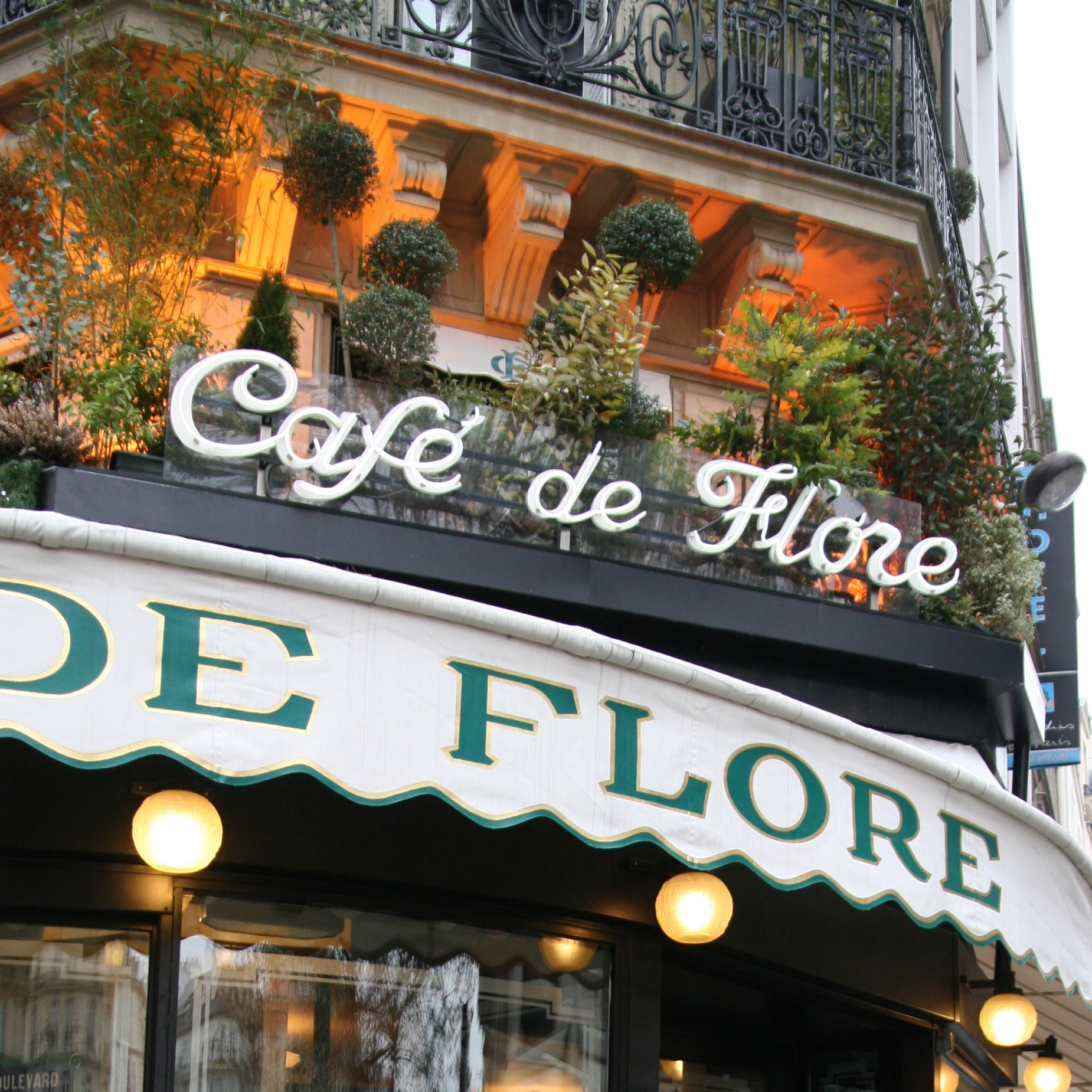
Café de Flore, waar de literatuurprijs jaarlijks wordt uitgereikt

De Prix de Flore is een Franse literatuurprijs die jaarlijks in november door een panel van journalisten wordt uitgereikt in het Café de Flore in Parijs. De prijs werd in 1994 in het leven geroepen door Frédéric Beigbeder. Het doel ervan is jonge talentvolle auteurs van Franstalige boeken in de bloemetjes te zetten. De schrijver zelf hoeft niet per se van Franse origine te zijn om aanspraak te kunnen maken op de prijs. De laureaten winnen een bedrag van 6150 euro en hebben een jaar lang elke dag recht op een glas Pouilly-Fumé, geschonken in een glas waarin hun naam is gegraveerd, in het Café de Flore.

## Lijst van juryleden
- Frédéric Beigbeder
- Carole Chrétiennot
- Michèle Fitoussi
- Jean-Pierre Saccani
- Manuel Carcassonne
- Philippe Vandel
- Jacques Braunstein
- Jean-René Van Der Plaesten
- Arnaud Viviant
- François Reynaert
- Bertrand de Saint-Vincent
- Christophe Tison

## Lijst van laureaten
- 1994 : Cantique de la racaille van Vincent Ravalec
- 1995 : Le Pas du loup van Jacques-André Bertrand
- 1996 : Le Sens du combat van Michel Houellebecq
- 1997 : Le Chameau sauvage van Philippe Jaenada
- 1998 : Les Jolies Choses van Virginie Despentes
- 1999 : Nicolas Pages van Guillaume Dustan
- 2000 : Mémoire courte van Nicolas Rey
- 2001 : L'Empire de la morale van Christophe Donner
- 2002 : Rapport sur moi van Grégoire Bouillier
- 2003 : Mammifères van Pierre Mérot
- 2004 : Autobiographie érotique van Bruce Benderson
- 2005 : Boys boys boys van Joy Sorman
- 2006 : Rendez-vous van Christine Angot
- 2007 : Ni d'Ève ni d'Adam van Amélie Nothomb en Viens là que je te tue ma belle van Boris Bergmann (prix de Flore du lycéen)
- 2008 : La Meilleure Part des hommes van Tristan Garcia
- 2009 : L'Hyper Justine van Simon Liberati
- 2010 : Le Jour du roi van Abdellah Taïa
- 2011 : Du temps qu'on existait van Marien Defalvard
- 2012 : Zénith-Hôtel van Oscar Coop-Phane
- 2013 : Tout cela n'a rien à voir avec moi van Monica Sabolo
- 2014 : L'Aménagement du territoire van Aurélien Bellanger
- 2015 : La Fleur du Capital van Jean-Noël Orengo
- 2016 : Double Nationalité van Nina Yargekov
- 2017 : ex-æquo: L'Invention des corps van Pierre Ducrozet en Paname Underground van Johann Zarca
- 2018 : Anatomie de l'amant de ma femme van Raphaël Rupert
- 2019 : Rhapsodie des oubliés van Sofia Aouine
- 2020 : La Grâce van Thibault de Montaigu